# Éditions du Signe
 (septembre 2024).
Si vous disposez d'ouvrages ou d'articles de référence ou si vous connaissez des sites web de qualité traitant du thème abordé ici, merci de compléter l'article en donnant les références utiles à sa vérifiabilité et en les liant à la section « Notes et références ».
Les Éditions du Signe sont une maison d'édition fondée à Strasbourg en 1987 par Christian Riehl, spécialisée dans le livre religieux et l'ouvrage historique.

## Albums
- Schiltigheim, l'écume des siècles (dessins de Luisa Russo, sur un scénario de Nicolas Kempf)
- Cette histoire qui a fait l’Alsace